# 齊沛林
齊沛林（1917年—2012年7月21日），中華民國田徑運動員，曾代表中華民國參加1954年亞洲運動會，以41.66米的成績獲得男子鐵餅銀牌。後曾多次擔任國家隊教練，並接任中華民國教育部體育司司長、國立臺灣師範大學體育研究所所長。妻子為舞蹈學者劉鳳學。